# Cal Bowdler
James Calloway Bowdler II, detto Cal (Sharps, 31 marzo 1977), è un ex cestista statunitense naturalizzato irlandese, professionista nella NBA e in Italia.

## Carriera
Uscito dalla Old Dominion University, è stato selezionato al Draft NBA 1999 dagli Atlanta Hawks con la 17ª chiamata assoluta.
Nel corso del suo primo anno in NBA ha stabilito un bizzarro record: il 13 novembre 1999, nella sconfitta per 131-95 sul campo dei Portland Trail Blazers, Bowdler ha commesso di fatto sette falli nell'arco di una singola partita, nonostante le regole NBA prevedano l'uscita dal campo al raggiungimento del sesto fallo. Ciò è accaduto poiché l'ufficiale di campo si è reso conto accorto del reale numero di falli solo a partita finita.
Bowdler è rimasto in NBA per tre stagioni, durante le quali ha totalizzato 142 presenze (senza mai partire titolare) con medie pari a 3,0 punti e 1,9 rimbalzi in 9,7 minuti a gara. È diventato free agent al termine della stagione 2001-2002.
Nel settembre 2002 Bowdler ha lasciato gli Stati Uniti per essere tesserato, grazie anche al passaporto irlandese da poco acquisito, dalla Virtus Bologna, società in cerca di un sostituto comunitario per sopperire all'infortunio di Joey Beard. Il 14 settembre ha giocato quella destinata ad essere la sua unica partita ufficiale con le vu nere, ovvero la finale di Supercoppa italiana persa 100-72 contro la Benetton Treviso. In precampionato si è infatti procurato una frattura al quinto metatarso del piede destro, infortunio che lo ha portato ad operarsi e a restare fuori causa per circa un mese e mezzo. Il 30 ottobre di quell'anno, ancor prima di tornare in campo e di debuttare ufficialmente in campionato, gli emiliani lo hanno ceduto alla Mens Sana Siena. In Toscana Bowdler ha avuto un impiego piuttosto marginale, con 2,6 punti e 2,5 rimbalzi in 9,4 minuti di utilizzo medio in regular season. Ai play-off ha giocato ancora meno: solo un minuto in gara 2 a Varese.
Nell'agosto 2003 è diventato ufficialmente un nuovo giocatore della Virtus Roma. Anche in questo caso è partito prevalentemente dalla panchina, con cifre che in campionato sono state pari a 2,7 punti e 2,6 rimbalzi nei 10,9 minuti a sua disposizione. La sua stagione è terminata anticipatamente a febbraio a causa di un'operazione necessaria per far fronte al distacco della retina dell'occhio destro.
Nel settembre 2004 è stato ingaggiato dalla sua quarta squadra italiana, la Pallacanestro Varese. Durante questa parentesi ha messo a referto medie pari a 3,4 punti e 3,1 rimbalzi in 13,9 minuti di gioco. Essa è stata anche la sua ultima esperienza da giocatore professionista, avendo di fatto terminato la propria carriera all'età di 28 anni.